# 支應瑞
支應瑞（1546年—？），字汝賢，江西南昌府進賢縣人，民籍，明朝政治人物。

## 生平
嘉靖四十三年（1564年）甲子科江西鄉試第六十八名，萬曆五年（1577年）丁丑科會試第二百二十五名，登三甲第一百零七名進士。授慈溪县知县。

## 家族
曾祖支玉瓚；祖父支文富；父支禬，曾任布政司經歷。母羅氏。永感下。